# 特爾希艾縣
特爾希艾縣是立陶宛十个县份之一，位於該國西北部。面積4,349平方公里，人口130,613（2020年）。首府特爾希艾。2010年7月1日，立陶宛撤销了县级行政机构，从此泰尔希艾县仅保留为领土及统计单位。

## 市镇
泰尔希艾县内有4个市镇：
- 馬熱伊基艾區
- 普倫蓋區
- 里塔瓦斯
- 特爾希艾區